# Parque Científico de la Universidad de Valencia
El Parque Científico de la Universidad de Valencia (PCUV), oficialmente en valenciano, Parc Científic de la Universitat de València, es una iniciativa orientada a estrechar los vínculos entre el potencial científico universitario y el sistema productivo, generando conocimiento, fomentando los procesos de innovación, impulsando la creación de empresas de base científico-técnica y contribuyendo, así, al desarrollo económico y social de nuestro entorno.
Es un instrumento esencial de la Universidad para desarrollar, junto a la docencia y la investigación científica, su tercera misión: la transferencia de conocimientos. Difunde y explota los resultados de investigación en la sociedad, contribuyendo al desarrollo regional basado en el conocimiento. Es, en suma, un conjunto estructurado de recursos que operan como nexo entre la ciencia y el entorno productivo y donde las empresas se nutren de ideas.
En un ambiente académico, junto a diferentes centros de investigación de la Universitat de València y del Consejo Superior de Investigaciones Científicas (CSIC), el PCUV proporciona espacios y presta servicios a empresas derivadas de la investigación universitaria –spin-off– y a compañías externas o departamentos de I+D empresariales con contenidos afines a la naturaleza de este organismo para la innovación, cuya misión es generar empleo, riqueza y bienestar mediante la rentabilización social del conocimiento.
El PCUV dispone de un área científica compuesta por seis institutos de investigación, dos centros singulares y una importante infraestructura de servicios y equipamientos para la investigación y de un área empresarial que actualmente aloja a más de ochenta empresas jóvenes o ya consolidadas, principalmente de los sectores de biotecnología y tecnologías de la información y la comunicación (TIC).
El PCUV forma parte del VLC/CAMPUS que tiene el reconocimiento como Campus de Excelencia Internacional por el Gobierno de España.
Además, el PCUV es oficina técnica de la RedEmprendia (Red Universitaria Iberoamericana de Incubación de Empresas), que posibilita la expansión de las empresas afines a los Parques Científicos de las Universidades que componen dicha red. También es miembro de la rePCV (Red de Parques Científicos Valencianos), APTE (Asociación de Parques Científicos y Tecnológicos de España) y la IASP (International Association of Science and Technology Parks).
La Fundació Parc Científic Universitat de València
El 9 de marzo de 2009 se constituyó la Fundació Parc Científic Universitat de València, constituida bajo la tutela del protectorado de la Generalidad Valenciana, cuyos patronos fundadores son: Fundación Bancaja, Banco Santander, Cámara de Comercio de Valencia y la Confederación Empresarial Valenciana, además de la Universitat de València. Esta fundación es la entidad gestora del PCUV y su objeto social es promover el desarrollo tecnológico, la transferencia de conocimientos y la innovación industrial, entre otros.

## Empresas
A pesar de su juventud el PCUV incorpora en la actualidad a más de ochenta empresas generando 500 empleos directos, principalmente de los sectores TIC y Biotecnología, que trabajan en un ambiente de sinergias con el entorno académico y que, cada vez con más frecuencia, confluyen en la generación de nuevas iniciativas para el enriquecimiento del sistema productivo. 
Catálogo de la oferta tecnológica de las empresas del Parc Científic de la Universitat de València Archivado el 30 de noviembre de 2013 en Wayback Machine.

## Institutos de investigación y centros singulares

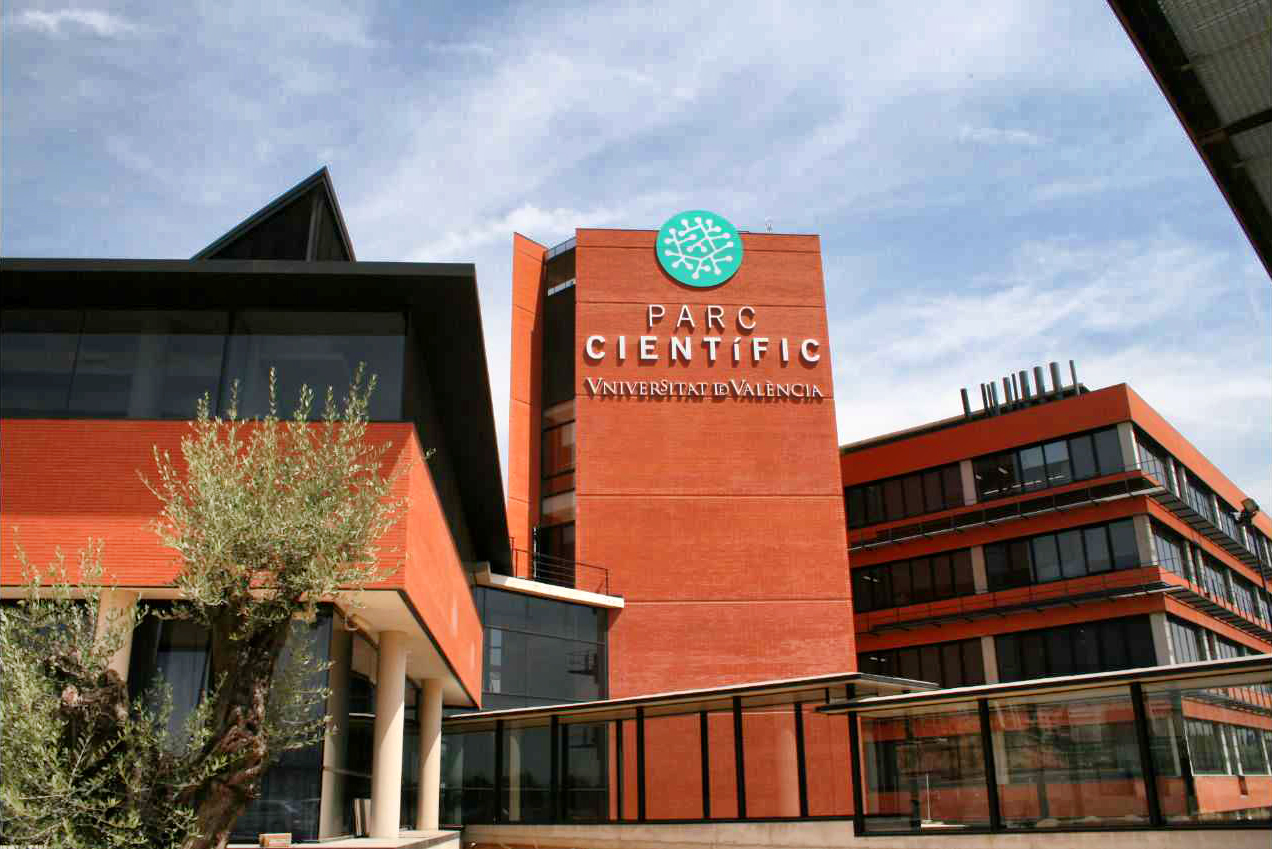
Edificios de Institutos de Investigación al Parc Científic de la Universitat de València

El PCUV cuenta con seis institutos de investigación, cuatro de ellos propios de la Universitat de València, uno del Consejo Superior de Investigaciones Científicas (CSIC) y uno mixto Universitat de València/CSIC. También se alojan en el parque el Observatorio Astronómico de la institución y el Laboratorio de Procesado de Imágenes (LPI). Juntos conforman el área académica para la innovación que es el Parc Científic. Todos ellos destacan bien por su nivel de colaboración con empresas e instituciones, bien por su participación en proyectos aplicados en beneficio de la sociedad.
Instituto de Ciencia de los Materiales (ICMUV)
Creado en 1995, la actividad del Instituto de Ciencia de los Materiales de la Universitat de València se centra en el desarrollo de diferentes proyectos nacionales e internacionales y múltiples contratos con la industria. Entre las líneas de investigación del ICMUV destaca el estudio de nanoestructuras cuánticas semiconductoras y dispositivos, nanomateriales para la energía, física de altas presiones, cristales fotónicos, síntesis y caracterización de materiales porosos y zeotipos, estrategias de síntesis alternativas, tratamientos superficiales para el marcado por láser, nanomateriales funcionales, nanomateriales estructurados, catálisis, polímeros híbridos y patrimonio histórico.
Instituto de Ciencia Molecular (ICMOL)
Fundado en 2000, el Instituto de Ciencia Molecular de la Universitat de València es un centro de excelencia en Química y Nanociencia Molecular. Sus objetivos científicos se centran en campos como el diseño y síntesis de moléculas funcionales, las asociaciones supramoleculares y los materiales moleculares con propiedades físicas o químicas de interés. Las áreas de aplicación van desde el magnetismo molecular y la electrónica molecular, hasta la nanotecnología y la biomedicina.
Instituto de Física Corpuscular (IFIC)
Fundado en 1950, el Instituto de Física Corpuscular, centro mixto de la Universitat de València y el CSIC, se dedica a la investigación básica en Física de Partículas, Astropartículas y Nuclear. Sus campos de aplicación más directos son la física médica y la tecnología GRID. Las principales líneas de Investigación son la física experimental de altas energías basada en aceleradores, la física experimental de neutrinos y astropartículas, la física nuclear experimental, la física teórica de astropartículas, la fenomenología de física de altas energías, la teoría nuclear, entre otras.
Observatorio Astronómico (OAUV)

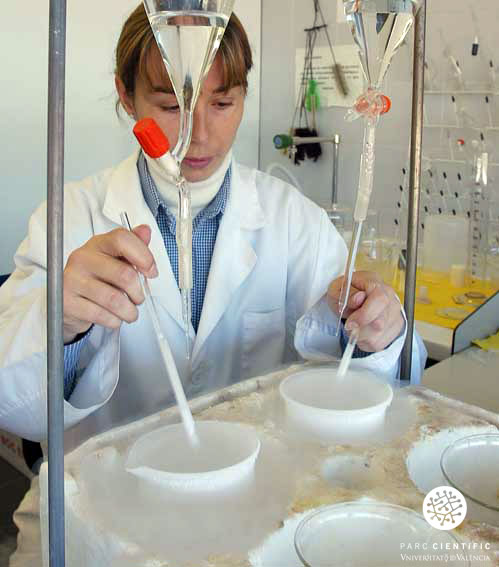
El Parc Científic de la Universitat de València un espacio para el conocimiento, la investigación y la innovación

El Observatorio Astronómico de la Universitat de València es una institución dedicada a la investigación y a la educación, al estudio del Universo y la divulgación social de la astronomía. Fundado en 1909, se dedica a temas de investigación tan candentes como el estudio de la naturaleza de la energía oscura, la evolución del Universo y sus galaxias, la formación y evolución de las estrellas, y el estudio de asteroides cercanos a la Tierra.
Instituto de Robótica y Tecnologías de la Información y la Comunicación (IRTIC)
El Instituto de Robótica y Tecnologías de la Información y la Comunicación (IRTIC) es un centro de investigación de la Universitat de València, fundado a principios de los años 90. Constituido por cuatro grupos de investigación asociados al área de las tecnologías de la información y las comunicaciones, su actividad se concreta en proyectos sobre sistemas de gestión de información, aplicaciones telemáticas al tráfico y transporte, gráficos por computador y realidad virtual, sistemas de integración de discapacitados, simulación de maquinaria civil, servicios de red y seguridad informática y proceso digital de imágenes.

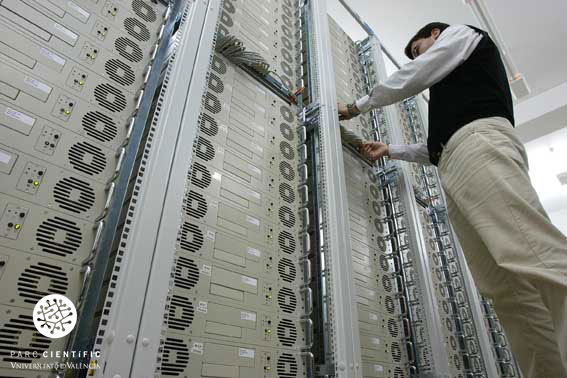
IRTIC al Parc Científic de la Universitat de València

Instituto de Agroquímica y Tecnología de Alimentos (IATA)
El Instituto de Agroquímica y Tecnología de Alimentos (IATA) es un centro propio del CSIC con más de 50 años de tradición y experiencia en la Comunidad Valenciana. La misión del IATA es contribuir al avance científico y al desarrollo tecnológico en Ciencia y Tecnología de Alimentos, potenciando la investigación básica y aplicada de calidad, multidisciplinar, y que pueda servir y dar soporte tecnológico al sector agroalimentario nacional y de la Comunidad Valenciana. Sus líneas de investigación abarcan la Biotecnología y Microbiología de alimentos, desarrollo de procesos y tecnología de elaboración y envasado de alimentos, tecnologías de conservación, calidad y funcionalidad de alimentos, así como técnicas avanzadas de análisis de alimentos.
Laboratorio de Procesado de Imágenes (LPI)
El Laboratorio de Procesado de Imágenes (LPI) de la Universidad de Valencia está formado por cuatro grupos de investigación con una misión tecnológica en común: "imaging" (creación de imágenes reales o de paramétros geo-biofísicos) a partir de datos de satélite y teledetección. Estos son: UCG (Unidad de Cambio Global), GPDS (Grupo de Procesado Digital de señales), GACE (Grupo de Astronomía y Ciencias del Espacio) y LEO (Laboratorio de Observación de la Tierra).
Instituto Cavanilles de Biodiversidad y Biología Evolutiva (ICBiBE)
Fundado en 1998, el Instituto Cavanilles de la Universitat de València se dedica al estudio de la biodiversidad y la biología evolutiva con un enfoque integrador y pluridisciplinar. Cuenta con los siguientes grupos de investigación: Genética evolutiva, Limnología, Entomología, Ecología evolutiva, Biología de la conservación vegetal, Zoología marina, Paleontología, Ecología de vertebrados, Bacteriología, Etología, Biología evolutiva de las plantas, Neurobiología comparada y Biodiversidad Vegetal/Ecofisiología.
Instituto de Biología Integrativa de Sistemas (I²SysBio)
Fundado en 2016, el Instituto de Biología Integrativa de Sistemas (I²SysBio) ha sido el último en integrarse en el Parc Científic. El I²SysBio es un instituto de investigación de colaboración conjunta en el que participan la Universitat de València y el Consejo Superior de Investigaciones Científicas (CSIC), abierto a la participación estratégica de empresas biotecnológicas. Los Programas Científicos del I²SysBio están enfocados a la investigación de la estructura, función, dinámica, evolución y manipulación de sistemas biológicos complejos.

## Servicios

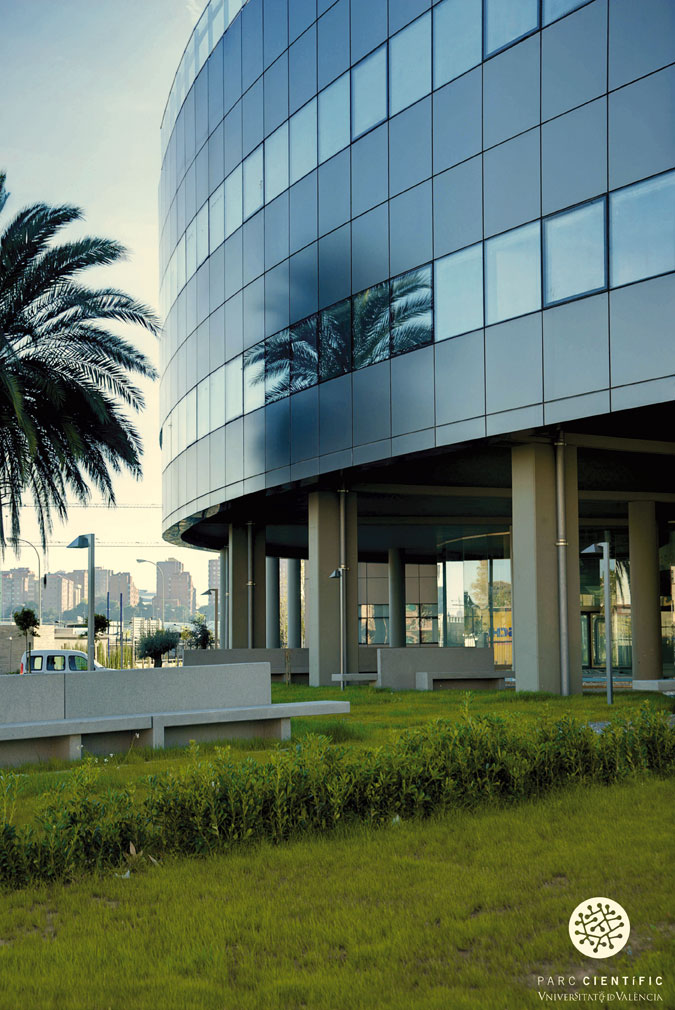
Edificio 1 SC Servicios Científico-Tecnológicos del área empresarial del Parc Científic de la Universitat de València

En la actualidad, la cooperación y la inversión en I+D son las armas más eficaces que posee el empresario para hacer frente a la competencia creciente y elevar su nivel de competitividad. Para ello, el PCUV cuenta con la colaboración de las estructuras de la Universitat de València, cuyos fines y objetivos son promover la cooperación universidad-empresa y la transferencia de resultados de investigación, como su OTRI (Oficina de Transferencia de Resultados de Investigación), la Fundación Universidad-Empresa de Valencia (ADEIT), el Observatorio de Inserción Profesional y Asesoramiento Laboral (OPAL) y la Oficina de Proyectos Europeos (OPER), entre otros.
El Servicio Central de Soporte a la Investigación Experimental (SCIE) es un servicio general de recursos tecnológicos cuya misión es proporcionar apoyo centralizado e integral a la investigación de la comunidad universitaria y a las empresas e instituciones públicas y privadas. 
El PCUV ofrece también los siguientes servicios de apoyo empresarial y a emprendedores:
- Información y asesoramiento sobre ayudas públicas y financiación a la I+D+I.
- Revisión del plan de empresa.
- Búsqueda y captación de recursos de financiación de origen público (ayudas, convocatorias, etc.) y privado (intermediación con inversores, capital riesgo, sociedades patrimoniales, bancos, etc.).
- Apoyo y fomento en la creación de empresas.
- Servicio de información de interés empresarial, alerta y vigilancia tecnológica, eventos, foros, etc.
- Desayunos empresariales.
- Participación en proyectos de investigación nacionales, europeos o internacionales.
- Internacionalización.
- Cooperación y proyectos.
- Asesoramiento sobre protección y gestión de la propiedad industrial a través de la OTRI.[4]
- Acceso a la bolsa de empleo de la Universitat de València gestionada por OPAL.[5]
- Acceso a prácticas en empresas a través de la Fundación Universidad-Empresa ADEIT.[6]

## Expociencia
El Parc Científic de la Universitat de València abre sus puertas todos los años al gran público para celebrar Expociencia, una de las iniciativas más atractivas que el Parque Científico lleva a cabo en su dinámica de divulgación social de la ciencia. La jornada está destinada a todos aquellos que deseen disfrutar de una mañana repleta de actividades lúdicas sobre la ciencia.